# Milt Larkin
Milt Larkin (Navasota, Texas, 10 de octubre de 1910-Houston, 31 de agosto de 1996) fue un trompetista, director de banda y cantante de jazz estadounidense.

## Biografía
Larkin era un autodidacta de la trompeta y empezó a tocar en Texas en los años 1930 con Chester Boone y Giles Mitchell. Entre 1936 y 1943 dirigió su propia banda, realizando giras por el suroeste de Estados Unidos, con actuaciones en Kansas City y en el Apollo Theater de Nueva York, así como una residencia de nueve meses en el Rhumboogie Café de Chicago, coincidiendo en ocasiones con T-Bone Walker y respaldándolo.
El personal de la banda incluía a Arnett Cobb e Illinois Jacquet (ambos se unieron después a Lionel Hampton), Eddie Vinson (que se fue para unirse a Cootie Williams), Tom Archia, Cedric Haywood, Wild Bill Davis, Alvin Burroughs, Joe Marshall y Roy Porter. Vinson y Cobb habían estado con la banda desde su creación en el Aragon Ballroom de Houston en 1936. Este conjunto recibió grandes elogios pero nunca llegó a grabar, por un lado, debido a la «prohibición de grabar» impuesta el 1 de agosto de 1942, justo después de que la banda llegara a Chicago, y por otro lado, porque Larkin no aceptaba los bajos salarios que las compañías discográficas ofrecían a los músicos negros.
Habiendo perdido ya a varios miembros por la junta de reclutamiento, Larkin disolvió el grupo cuando él mismo entró en el ejército. De 1943 a 1946, tocó en la banda del ejército de Sy Oliver, también como trombón. Larkin grabó por primera vez después de dejar el servicio, y grabó con varios conjuntos durante la década siguiente. En 1956 se trasladó a Nueva York y dirigió un septeto en el Celebrity Club. En los años 1970 regresó a Houston y se retiró.
De 1979 a 1994, Milt Larkin fue el líder de los Milt Larkin Allstars y el fundador de Get Involved Now, un grupo sin ánimo de lucro que llevaba la música a personas internas por discapacidad o edad avanzada. Entre los miembros de su grupo se encontraban Jimmy Ford [saxo alto], Arnett Cobb [saxo tenor], Basirah Dean [piano/teclado], Clayton Dyess [guitarra], Terry T. Thomas [bajo] y Richard Waters [batería], así como otros muchos músicos que formaron parte de su big band, como Buddy Tate. Realizó cientos de actuaciones para niños discapacitados y quemados, niños con necesidades especiales, pacientes con enfermedades mentales y público de edad avanzada. Recibió el premio Jefferson por su servicio a la comunidad y actuó regularmente en el Festival Anual de Jazz de Houston y en el Festival Anual de Blues Juneteenth de Houston. Milt Larkin apareció en un documental producido y emitido por PBS titulado The Bigfoot Swing. Aunque sufrió la enfermedad de Alzheimer en los últimos años de su vida, actuó de forma impecable en su propia fiesta de cumpleaños el 10 de octubre de 1994 por su 84.º cumpleaños. Murió el 31 de agosto de 1996 a causa de una neumonía y a su funeral asistieron numerosos músicos, políticos y miembros de la prensa.

## Discografía

### Como líder
- Down Home Saturday Night (Copasetic, 1976)[7]

### Como acompañante
- Arnett Cobb, Arnett Blows for 1300 (Delmark, 1994)